# Mistrzostwa Europy w Lekkoatletyce 1946 – rzut oszczepem mężczyzn

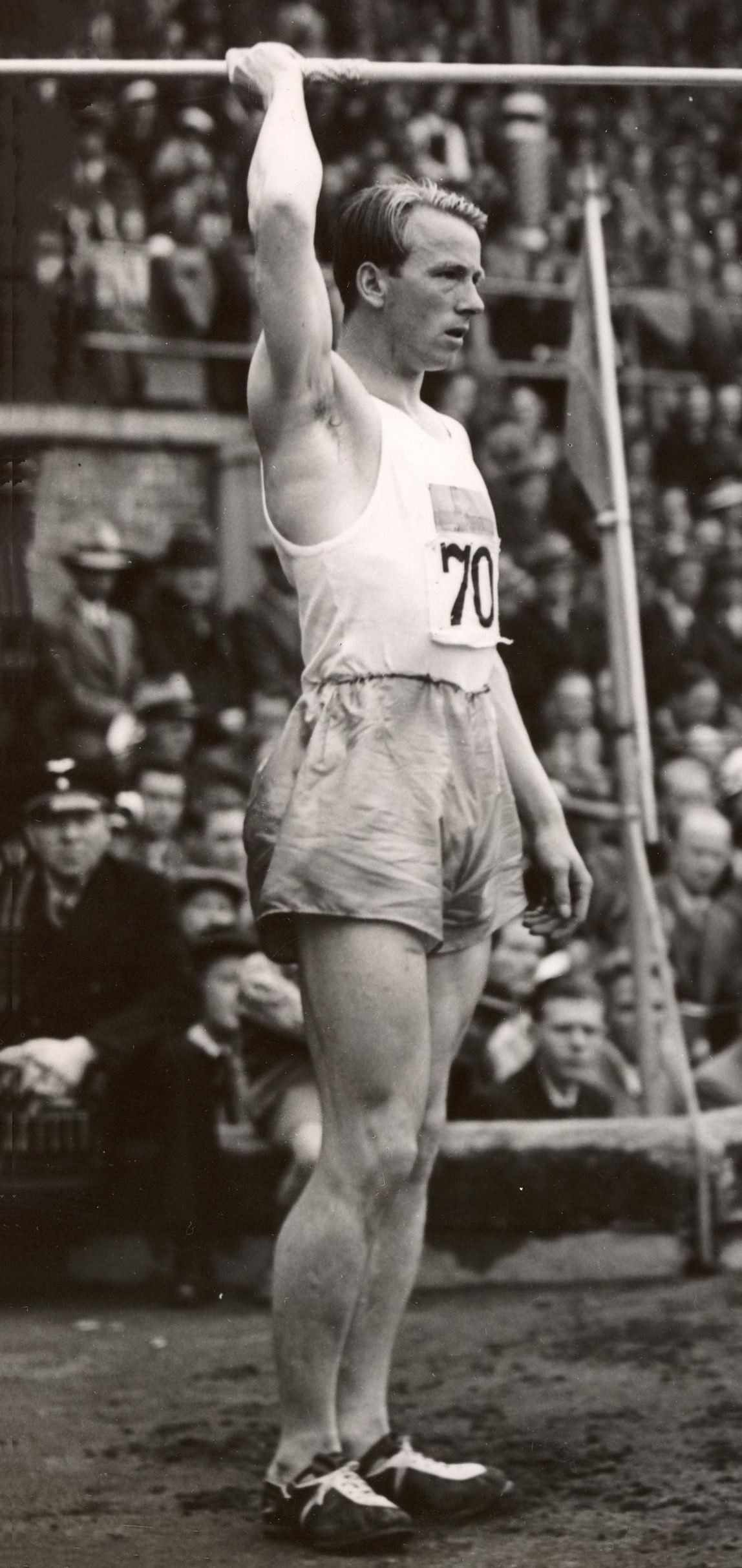
Lennart Atterwall

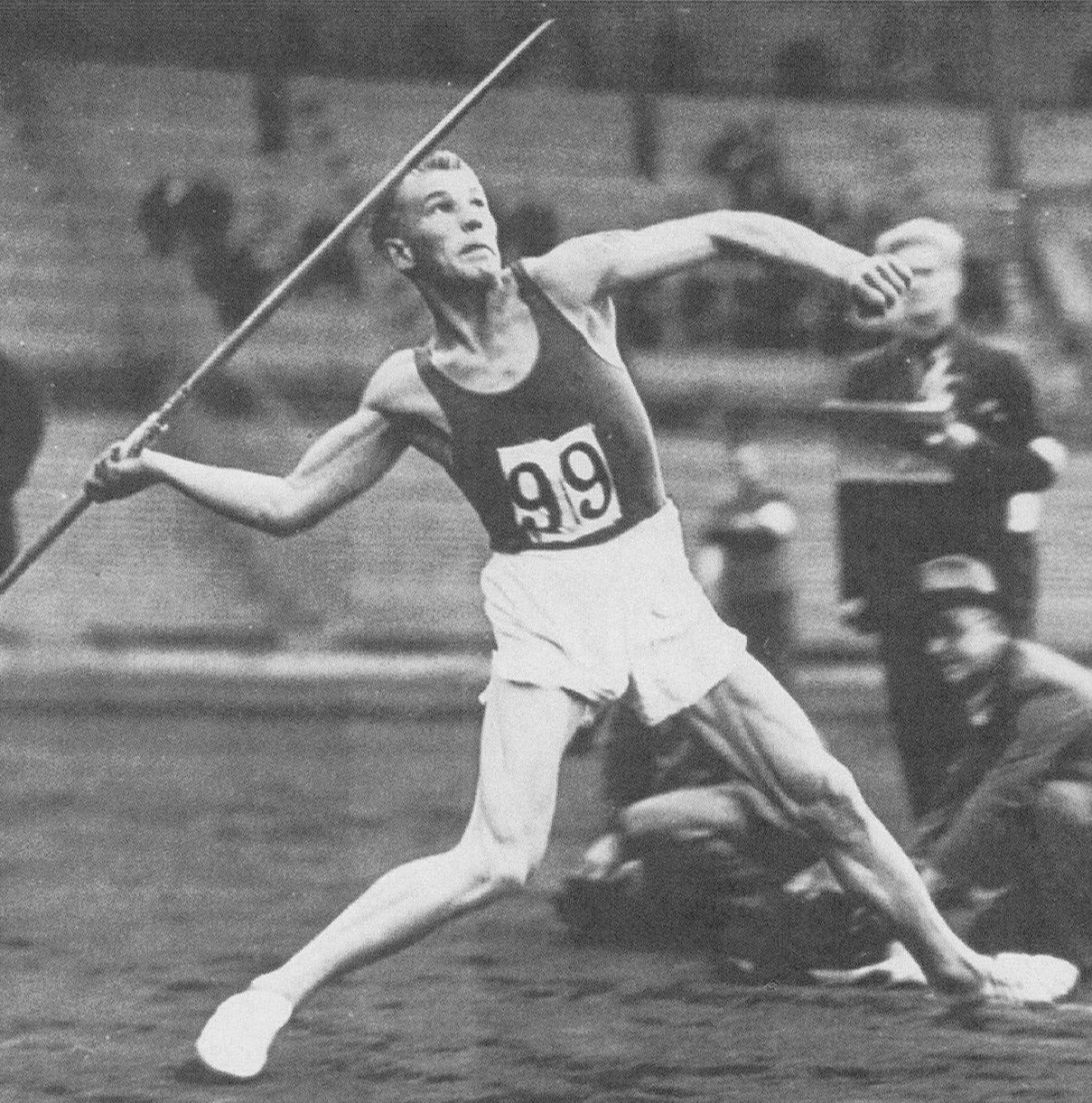
Yrjö Nikkanen

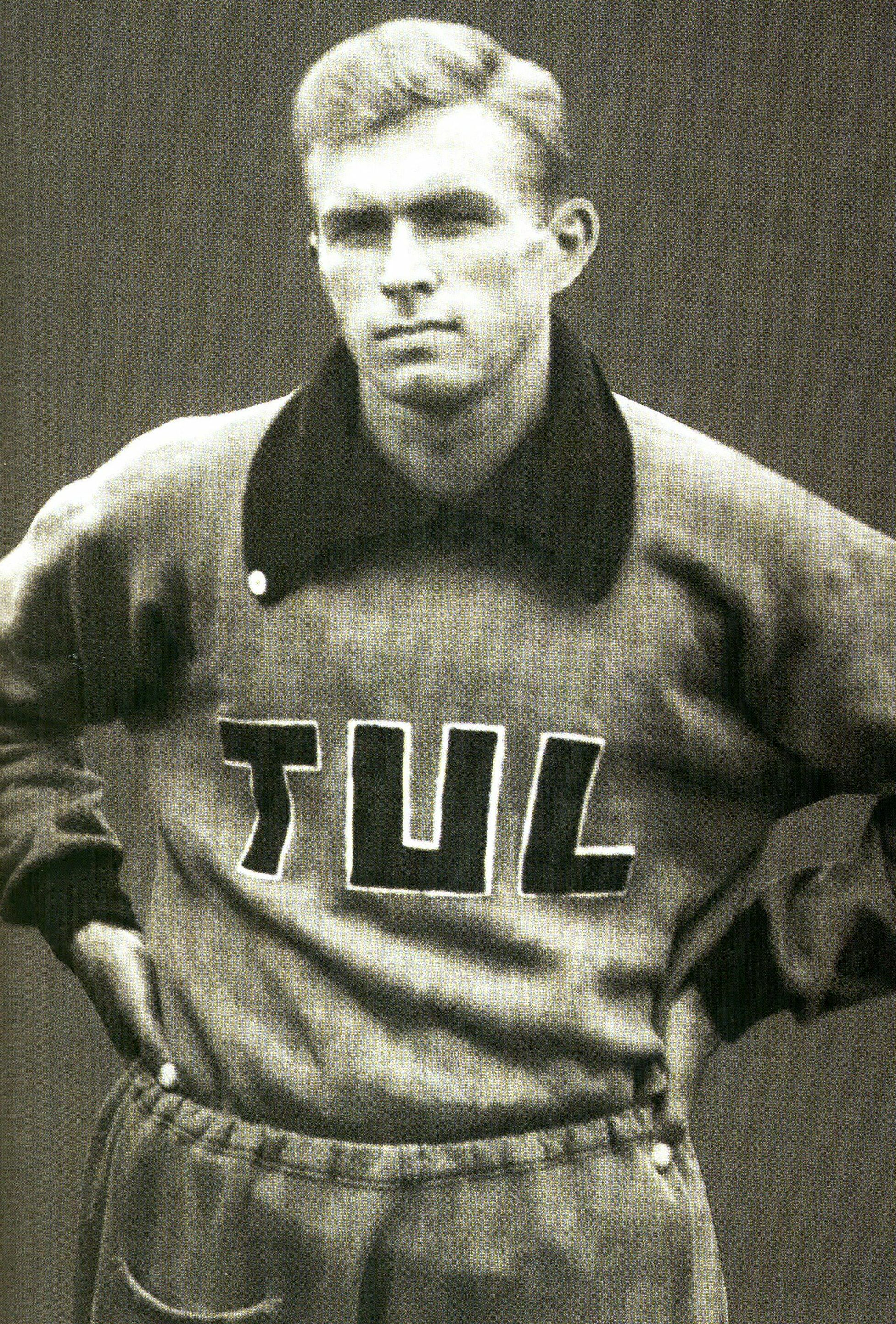
Tapio Rautavaara

Rzut oszczepem mężczyzn był jedną z konkurencji rozgrywanych podczas III Mistrzostw Europy w Oslo. Kwalifikacje zostały rozegrane w sobotę, 24 sierpnia, a finał w niedzielę 25 sierpnia 1946 roku. Zwycięzcą tej konkurencji został Szwed Lennart Atterwall. W rywalizacji wzięło udział trzynastu zawodników z dziewięciu reprezentacji.

## Rekordy
| Rekord świata     | Yrjö Nikkanen (FIN)  | 78,70 | Kotka, Finlandia | 16.10.1938 |
| Rekord Europy     | Yrjö Nikkanen (FIN)  | 78,70 | Kotka, Finlandia | 16.10.1938 |
| Rekord mistrzostw | Matti Järvinen (FIN) | 76,87 | Paryż, Francja   | 03.09.1938 |

## Wyniki

### Kwalifikacje
| Miejsce | Zawodnik           | Wynik | Uwagi |
| ------- | ------------------ | ----- | ----- |
| 1       | Lennart Atterwall  | 67,21 | Q     |
| 2       | Yrjö Nikkanen      | 66,30 | Q     |
| 3       | Tapio Rautavaara   | 63,03 | Q     |
| 4       | Sven Daleflod      | 62,93 | Q     |
| 5       | Odd Mæhlum         | 62,91 | Q     |
| 6       | Josef Neumann      | 60,36 | Q     |
| 7       | Nico Lutkeveld     | 60,07 | Q     |
| 8       | Lumír Kiesewetter  | 59,90 | Q     |
| 9       | Michael Salomonsen | 58,74 |       |
| 10      | Jóel Sigurðsson    | 58,06 |       |
| 11      | Raymond Tissot     | 57,63 |       |
| 12      | Pierre Sprecher    | 55,22 |       |
| 13      | Oskar Ospelt       | 52,73 |       |

### Finał
| Miejsce | Zawodnik          | Wynik |
| ------- | ----------------- | ----- |
| 1       | Lennart Atterwall | 68,74 |
| 2       | Yrjö Nikkanen     | 67,50 |
| 3       | Tapio Rautavaara  | 66,40 |
| 4       | Odd Mæhlum        | 66,37 |
| 5       | Sven Daleflod     | 64,79 |
| 6       | Josef Neumann     | 62,48 |
| 7       | Lumír Kiesewetter | 59,91 |
| 8       | Nico Lutkeveld    | 59,50 |